# Chlorid siřičitý
Chlorid siřičitý je anorganická sloučenina s chemickým vzorcem SCl4. Chlorid siřičitý poprvé vyrobili v roce 1872 němečtí chemici August Michaelis a O. Schifferdecher.

## Příprava
Chlorid siřičitý lze připravit reakcí chloridu sirnatého s chlorem při teplotě -80 °C:
SCl2 + Cl2 → SCl4

## Vlastnosti
Chlorid siřičitý byl připraven jako bílá až světle žlutá pevná látka. Chlorid siřičitý taje za současného rozkladu při teplotě nad −20 °C. Jeho struktura je nejistá. Nejspíše se skládá z iontů SCl +
3 Cl−, jelikož podobné soli jsou známé s nekoordinujícími anionty. Naproti tomu fluorid siřičitý je stabilní neutrální molekula.

## Reaktivita
Chlorid siřičitý se rozkládá při teplotě nad −30 °C na chlorid sirnatý a chlor:
SCl4 → SCl2 + Cl2
Ve vodě snadno hydrolyzuje. Chlorid thionylu vzniká jako meziprodukt:
SCl4 + 2 H2O → SOCl2 + 2 HCl → SO2 + 4 HCl
Chlorid siřičitý je oxidován kyselinou dusičnou:
SCl4 + 2 HNO3 + 2 H2O → H2SO4 + 2 NO2 + 4 HCl